# Nearly God
Nearly God, álbum lanzado en abril de 1996 por el artista británico Tricky. Nearly God salió al mercado a través de Durban Poison / Island Records.
Formado por 10 canciones, este álbum contó con las colaboraciones de Terry Hall, Martina Topley Bird, Neneh Cherry, Björk, Alison Mollet, Cath Coffey y Dedi Madden.

## Lista de canciones
1. Tattoo (5:30), Siouxsie And The Banshees
2. Poems (6:55), Tricky, Terry Hall & Martina Topley Bird
3. Together now (3:09), Tricky & Neneh Cherry
4. Keep your mouth shut (6:02), Tricky & Björk
5. I be the prophet (4:55), Tricky & Martina Topley Bird
6. Make a change (6:01), Alison Moyet
7. Black coffee (4:50), Tricky & Martina Topley Bird
8. Bubbles (3:25), Tricky & Terry Hall
9. I sing for you (6:22), - Cath Coffey & Dedi Madden
10. Yoga (4:32), Tricky & Björk
  - Sólo edición americana
11. Judas (Tricky y Martina Topley Bird, cover de Depeche Mode)
12. Children's Story (Martina Topley Bird, cover of Slick Rick)